# Crossoglossa topoensis
Crossoglossa topoensis är en orkidéart som först beskrevs av Rudolf Mansfeld, och fick sitt nu gällande namn av Dodson. Crossoglossa topoensis ingår i släktet Crossoglossa, och familjen orkidéer.
Artens utbredningsområde är Ecuador. Inga underarter finns listade i Catalogue of Life.